# 春風亭昇市
春風亭 昇市（しゅんぷうてい しょういち、1986年10月31日 - ）は、落語芸術協会に所属する落語家。春風亭昇太門下の二ツ目。

## 略歴
- 2014年
  - 5月 - 春風亭昇太に入門[1]。前座名「昇市」で楽屋入り[1]。
  - 6月 - 新宿末広亭で初高座。演目は「子ほめ」[1]。
- 2018年5月 - 二ツ目昇進[1]。

## 出演
- 笑点特大号「超若手大喜利」（2023年10月24日、BS日テレ）